# Guardia Fronteriza Suiza
La Guardia Fronteriza Suiza  (en francés: Corps des gardes-frontière, en alemán: Grenzwachtkorps, en italiano: Corpo delle guardie di confine) fue una agencia federal suiza de cumplimiento de la ley, que actuaba como guardia de fronteras y servicio de aduanas de Suiza. Era una sección uniformada y armada de la Administración Federal de Aduanas, que está adscrita al Departamento Federal de Finanzas. Era la agencia de seguridad civil más grande a nivel federal. Sus miembros estaban sujetos a la ley penal militar. 
La Guardia de Fronteras de Suiza se ocupaba de la prevención, intervención y represión en relación con las aduanas y asuntos relacionados con la migración. Hacía cumplir las medidas de seguridad fronteriza y de compensación nacional bajo el Acuerdo de Schengen. La guardia participaba en misiones internacionales de la Agencia Europea para la Gestión de la Cooperación Operativa en las Fronteras Exteriores (Frontex). 
El 1 de enero de 2021, la Guardia de Fronteras fue integrada al nuevo departamento directivo "Operaciones" de la Administración Federal de Aduanas.

## Comandos de la guardia de fronteras

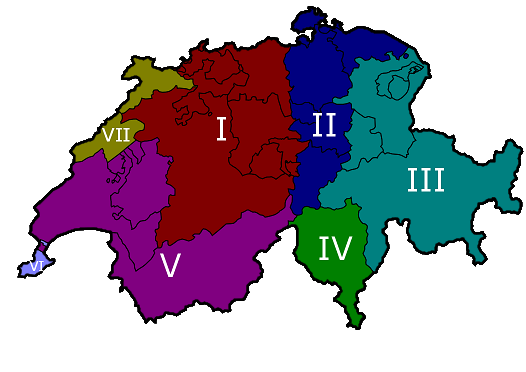
Mapa de regiones de la Guardia Fronteriza Suiza

Suiza estaba dividida en 7 regiones, cada una con un comando de la Guardia de Fronteras : 
- I - Basel

- II - Schaffhausen

- III - Chur

- IV - Lugano

- V - Lausana

- VI - Ginebra

- VIII - Porrentruy

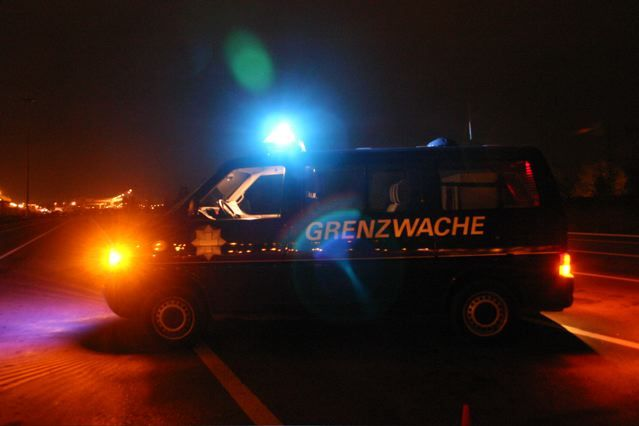
Guardia de fronteras vehículos fronterizos

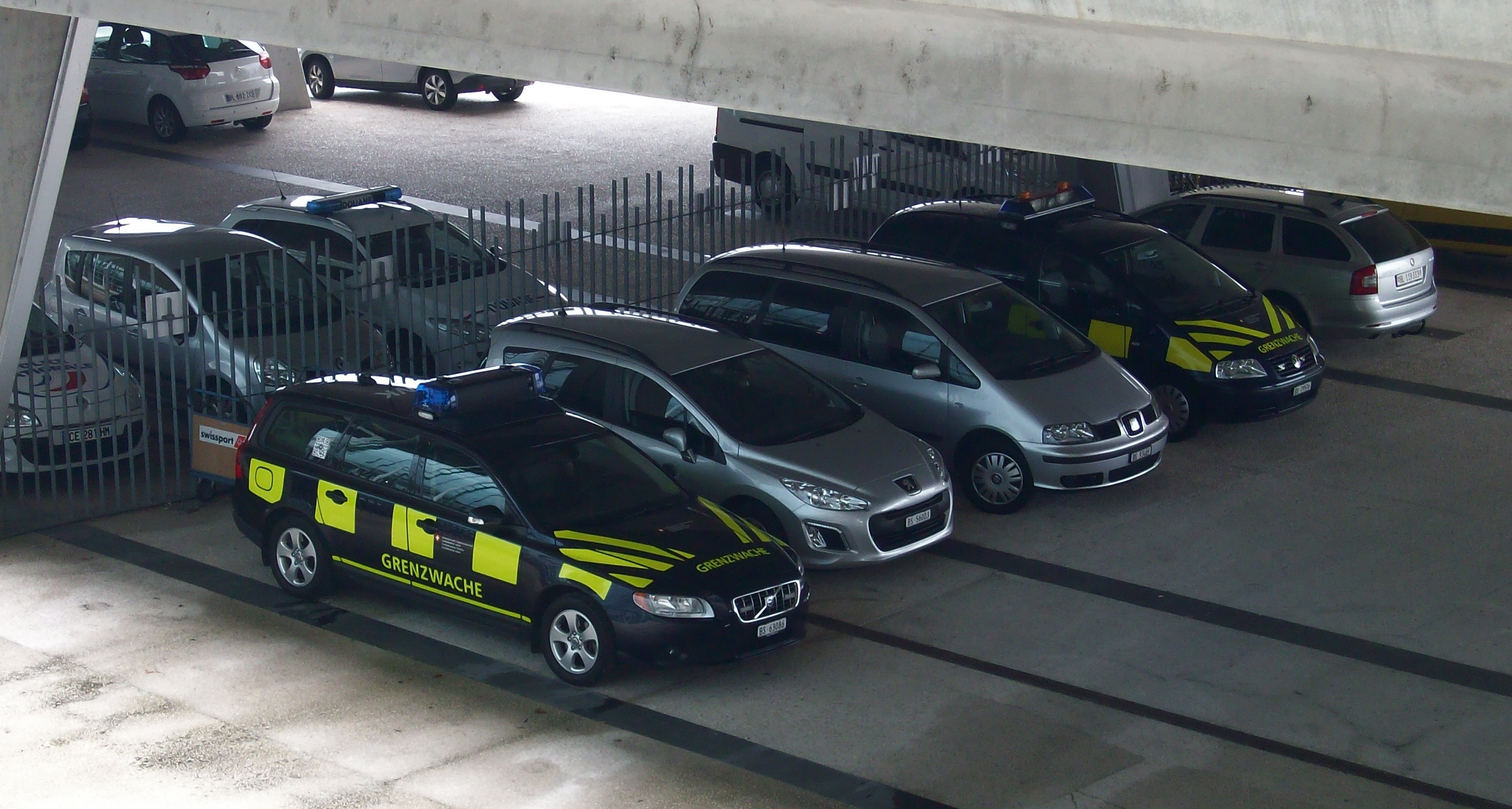
Guardia de fronteras EuroAirport 2014

Los cuatro centros de intervención estaban en Basilea (CIN Cgcf norte), Chur (CIN Cgcf este), Chiasso (CIN Cgcf sur) y Ginebra (CIN Cgcf oeste). 
La Guardia de Fronteras estaba presente en 44 puestos de aduanas en la frontera con Italia, Francia, Alemania y Austria.